# Град Щип (книга)
„Град Щип“ е книга на Петър Завоев, излязла на български език в 1943 година в София. Тя е под № 14 от поредицата „Библиотека българска книга“. Книгата е ценен научен труд за историята на град Щип, родното място на автора. Съдържа географско и икономическо описание на града, историко-етнографски бележки и спомени. Ценни са приведените оригинални надписи, писма и документи.